# Pavlo Lavruk
Pavlo Lavruk, cyrilicí Павло Лаврук (1861 Nyžnij Verbiž – 1942 nebo 1943 Spas), byl rakouský politik ukrajinské (rusínské) národnosti z Haliče, na počátku 20. století poslanec Říšské rady.

## Biografie
Patřil do Ukrajinské radikální strany. Od roku 1913 zasedal jako poslanec Haličského zemského sněmu. Od roku 1888 žil v obci Spas. Byl veřejně aktivní. Odmítal rusofilskou orientaci. Angažoval se v organizaci Sič. Členem Ukrajinské radikální strany se stal roku 1896.
Působil také coby poslanec Říšské rady (celostátního parlamentu Předlitavska), kam usedl ve volbách do Říšské rady roku 1911, konaných podle všeobecného a rovného volebního práva. Byl zvolen za obvod Halič 56. Po roce 1911 byl na Říšské radě členem poslaneckého klubu Ukrajinské parlamentní zastoupení. Uvádí se jako zemědělec.
Po první světové válce se zapojil do budování Západoukrajinské lidové republiky. Později byl nakloněn spolupráci s polskou vládou a byl proto vytlačen z Ukrajinské radikální strany. Ve 30. letech se stáhl z politického dění.